# دبال
دبال (به انگلیسی: DUBAL) شرکت آلومینیوم اماراتی است، که در زمینه تولید آلومینیوم و آلومینیوم اکسید، همچنین تولید برق فعالیت می‌کند. شرکت دبال در سال ۱۹۷۵ تأسیس شد و هم‌اکنون هشتمین تولیدکننده آلومینیوم جهان می‌باشد.
دفتر مرکزی این شرکت در شهر دبی، امارات متحده عربی قرار دارد و کلیه سهام آن متعلق به شرکت سرمایه‌گذاری دبی است، که خود متعلق به دولت دبی می‌باشد.